# Matterhorn (film)
Matterhorn è un film del 2013 diretto da Diederik Ebbinge. 
Pellicola prodotta nei Paesi Bassi, presentata al 35º Festival cinematografico internazionale di Mosca.

## Trama
(Kamps)
Fred è un cinquantenne che vive in solitudine dopo la morte della moglie e la scomparsa del figlio. La fede in Dio gli è di conforto, fino a quando non entra il ritardato Theo nella sua vita. Scosso da una grande pietà, Fred decide di farlo vivere insieme a lui, anche se viene visto in malo modo dalla maggior parte della popolazione del paesino, soprattutto da Kamps, un uomo di chiesa che non sopporta Fred, visto che quest'ultimo gli ha rubato la ragazza che successivamente è diventata sua moglie. A un certo punto, però, Fred dovrà decidere fra la sua Fede e i sentimenti che prova per Theo.